# دهستان مزرعه جنوبی
دهستان مزرعه جنوبی نام دهستانی در بخش وشمگیر شهرستان آق‌قلا، استان گلستان در ایران است. براساس سرشماری مرکز آمار ایران در سال ۱۳۸۵، جمعیت آن ۵۸۹۱ نفر (۱۲۸۷ خانوار) بوده‌است.